# Célestin Bouglé
Pour les articles homonymes, voir Bouglé.
Ne doit pas être confondu avec Céleste Bouglé.
Célestin Charles Alfred Bouglé, né à Saint-Brieuc (Côtes-du-Nord, actuellement Côtes-d'Armor) le 1er juin 1870 et décédé à Paris le 25 janvier 1940, est un philosophe et sociologue français.

## Formation et carrière
Élève de l'École normale supérieure en 1890, reçu premier à l'agrégation de philosophie en 1893, il est d'abord professeur au lycée de Saint-Brieuc en 1895 puis maître de conférences de philosophie à la Faculté des lettres de Montpellier en 1898. Le 29 novembre 1899, Célestin Bouglé soutient ses deux thèses de doctorat ès lettres à la Faculté de Paris. Les deux sont des études sociologiques : dans la première, en français, il s'intéresse aux idées égalitaires ; dans la seconde, en latin, il se penche sur la promotion des sciences sociologiques faite par Cournot.

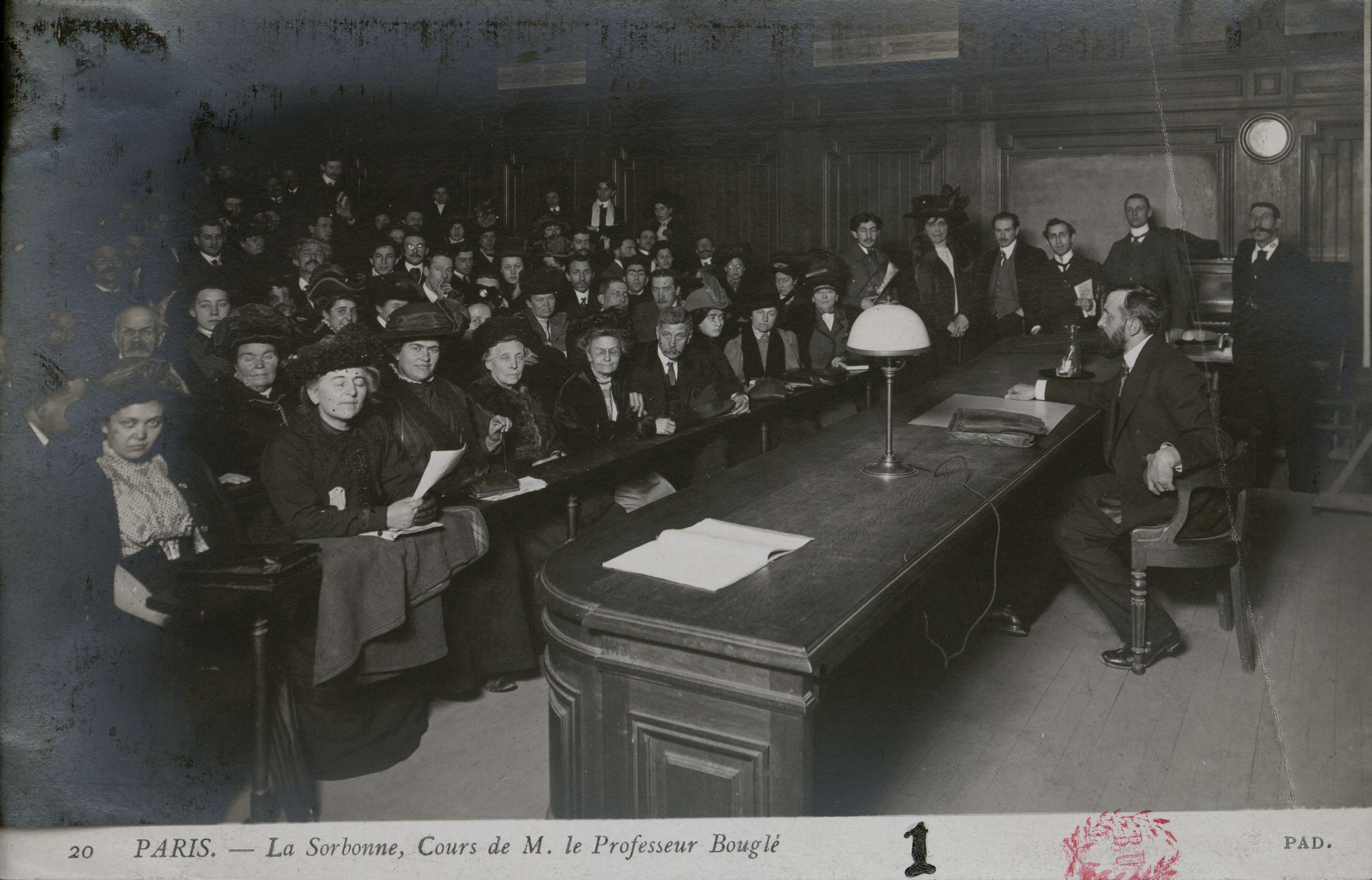
Carte postale d'un cours de Célestin Bouglé dans l'amphithéâtre Descartes à La Sorbonne.

Devenu docteur ès lettres en 1899, il est chargé de cours en 1900 puis professeur de philosophie sociale à la Faculté des lettres de Toulouse en 1901. Il supplée par la suite Alfred Espinas en tant que chargé de cours d'histoire de l'économie sociale à la Faculté des lettres de Paris en 1909 puis il devient professeur de l'économie sociale en 1919 dans cette université. À partir de 1927, il est le directeur adjoint de l'École normale supérieur et son directeur en 1935. Défenseur de la sociologie comme science positive dans la lignée d'Auguste Comte, Bouglé est également un républicain militant, engagé dans les luttes sociales de son temps. Il s'est efforcé de concevoir une sociologie ayant pour fondement une morale laïque et libérale qui n'est pas étrangère à ses positions politiques[réf. nécessaire].

## Antiracisme
Célestin Bouglé s'oppose aux théories racistes de Vacher de Lapouge, qu'il contribue à discréditer dans les milieux scientifiques,. Il critique l'anthroposociologie de Vacher de Lapouge, qui accorde une part prépondérante aux facteurs explicatifs biologiques, et défend la sociologie durkheimienne, centrée sur les facteurs sociaux. De manière générale, C. Bouglé lutte «  contre les ravages de l'idée de la toute-puissance de l'hérédité. ». Il est ainsi l'auteur en 1904 de La Démocratie devant la science. Études critiques sur l’hérédité, la concurrence et la différenciation.
Il fait partie des anthropologues français réunis au sein de la revue Races et racisme (1937-1939), avec Paul Rivet, Maurice Leenhardt, qui a pour objectif de réfuter les théories racistes.

## Apport à la sociologie
Proche d'Émile Durkheim, il contribua à diffuser sa pensée, bien qu'il en soit resté distant dans ses propres travaux. C'est également avec lui qu'il lança la revue L'Année sociologique, revue à laquelle est également attaché le nom de Marcel Mauss (le neveu de Durkheim).
Bouglé fut aussi influencé par Georg Simmel et son travail sur la différenciation sociale. La pensée de Simmel est présente dans son premier ouvrage : Les Sciences sociales en Allemagne. Les méthodes actuelles
Il demeure un protagoniste majeur dans l'institutionalisation de la sociologie en France et dans le développement de celle-ci comme science autonome. Il restera aussi dans l'Histoire comme l'homme qui orienta la carrière de Claude Lévi-Strauss. Il l'avait connu étudiant en 1927, en dirigeant son mémoire d’études supérieures de philosophie. En 1934, il lui proposa, alors qu'il était professeur de philosophie au lycée de Mont-de-Marsan, d'aller enseigner la sociologie à l'université de Sao Paulo au Brésil. C'est là que Claude Lévi-Strauss découvrit et commença à pratiquer l'ethnologie. C'est aussi lui qui avait incité Georges Friedmann, alors passionné par la question du travail ouvrier, à aller observer pour nourrir son travail de thèse les ateliers le carnet à la main, en effectuant un apprentissage à mi-temps de mécanicien sur machine-outils. C'est grâce à lui que le jeune Jean Stoetzel part faire un voyage d'études aux États-Unis en 1937, où il rencontre Gallup et découvre la méthode des sondages qu'il va développer, une fois rentré en France, notamment en fondant l'Institut Français d'Opinion Publique (1938). Enfin, il est sans doute pour beaucoup dans la découverte par Raymond Aron de la sociologie allemande, sur laquelle il lui avait demandé d'écrire un état de l'art, en échange de la possibilité d'effectuer des voyages d'étude sur place.
Il participa en 1928 au premier cours universitaire de Davos, avec de nombreux autres intellectuels français et allemands.

## Autres contributions
Voulant contribuer au débat public et à la recherche, Bouglé a dirigé, en 1920, le Centre de documentation sociale à l'École normale supérieure qui compta Raymond Aron, Marcel Déat, Georges Friedmann, Robert Marjolin, Pierre Uri, Etienne Mantoux et son père Paul Mantoux, Jean Stoetzel, Valentin Feldman, Raymond Polin. Ce centre fut financé par le banquier et mécène Albert Kahn, puis par la Fondation Rockefeller après que la crise de 1929 ait ruiné ce dernier. À la fois bibliothèque et laboratoire de recherche, la "Docu" permit à toute une génération de jeunes chercheurs, de s'initier à la réflexion sociologique, préparant ainsi le renouveau de la réflexion en la matière après la guerre.
Bouglé a également été actif dans les conférences internationales d'experts et d'économistes qu'a organisé la Société des Nations dans l'entre-deux-guerres. Il a en particulier participé à la Première Conférence Internationale d'Études, organisé par l'Institut International de Coopération intellectuelle (l'ancêtre de l'UNESCO) en mai 1932 à Milan sur le thème : L'état et la vie économique. Il a aussi été co-organisateur, avec le Centre d'Études de Politique Etrangère, de la Conférence Internationale des Sciences Sociales, tenue en 1937.
Il a collaboré au cours de sa carrière avec de nombreuses revues telles que La Dépêche de Toulouse, la Revue de métaphysique et de morale, la Revue de Paris, la Revue internationale de l'enseignement, la Revue socialiste, la Revue pédagogique, la Revue philosophique, la Grande Revue, la Revue politique et parlementaire, la Revue bleue, la Revue de synthèse historique, les Annales de l'Université de Paris, l'Œuvre, le Bulletin de la ligue des droits de l'homme.

## Œuvres

### Écrits de l'auteur
- Les Sciences sociales en Allemagne. Les méthodes actuelles, Paris, Félix Alcan, coll. « Bibliothèque de philosophie contemporaine », 1896[12]
- Anthropologie et démocratie, Revue de métaphysique et de morale, V, 1897, 443-461.
- Les idées égalitaires. Étude sociologique, Paris, Félix Alcan, coll. « Bibliothèque de philosophie contemporaine », 1899
- « Philosophie de l’antisémitisme (l’idée de race »), La Grande Revue, 1899, 143-158.
- « Note sur la différenciation et le progrès », Revue de synthèse historique, 1902, 129-146.
- La démocratie devant la science. Études critiques sur l’hérédité, la concurrence et la différenciation, Paris, Alcan, 1904
- Solidarisme et Libéralisme, Paris, Rieder, 1904
- Le solidarisme, Paris, Giard, 1907
- Qu'est-ce que la sociologie ?, Paris, Félix Alcan, coll. « Bibliothèque de philosophie contemporaine », 1907
- Essais sur le régime des castes, Paris, Félix Alcan, coll. « Bibliothèque de philosophie contemporaine », 1908[13],[14]
- La sociologie de Proudhon, Paris, Armand Colin, 1911
- La philosophie allemande au XIXe siècle, Paris, F. Alcan,1912 (en tant qu'éditeur scientifique)
- Chez les prophètes socialistes, Paris, F. Alcan, 1918
- avec P. Gastinel, Qu'est-ce que l'esprit français ? Vingt définitions choisies et annotées, Paris, Librairie Garnier Frères, 1920
- Proudhon et notre temps, Paris, E. Chiron, 1920
- Du sage antique au citoyen moderne : études sur la culture morale, Paris, Armand Colin 1921
- Les démocraties modernes, Paris, Flammarion, Bibliothèque de philosophie scientifique, 1921
- Leçons de sociologie sur l’évolution des valeurs, Paris, Armand Colin, 1922
- De la sociologie à l’action sociale, Paris, Presses Universitaires de France, 1923
- Le solidarisme, Giard, 1924
- Sociologie et Philosophie, de Émile Durkheim avec une préface de Célestin Bouglé, Paris, Librairie Félix Alcan, 1924
- Qu'est-ce que la sociologie ? La sociologie populaire et l'histoire. Les rapports de l'histoire et de la science sociale d'après Cournot. Théories sur la division du travail. Paris, Alcan, 1925
- Éléments de sociologie, Paris, Félix Alcan, 1926 (textes choisis et ordonnés avec J. Raffault)
- La sociologie économique, Paris, R. Guillon, 1929 (notes de cours)
- Proudhon, Paris, Alcan, 1930
- De la sociologie à l'action sociale : pacifisme, féminisme, coopération, Paris, Alcan, 1931
- Socialismes français : du socialisme utopique à la démocratie industrielle, Paris, Armand Colin, 1932
- Bilan de la sociologie française contemporaine, Paris, Alcan, 1935
- Les Maîtres de la philosophie universitaire en France, Paris, Maloine, 1938
- Humanisme, sociologie, philosophie : remarques sur la conception française de la culture générale. Paris, Hermann, 1938
- Socialismes français. Paris, Armand Colin, 1941, 200 p.

### Recueil de conférences
Sociologie et action politique  (ISBN 978-2-7132-2717-2) No 4, novembre 2019

### Écrits à propos de l'auteur
- Alain Policar. De la critique de la sociologie biologique à l'autonomie de la morale : itinéraire de Célestin Bouglé, Paris, Mil neuf cent, 2000, 137-166.
- Alain Policar, Célestin Bouglé et le modèle biologique en sociologie, Cahiers de psychologie politique  (ISSN 1776-274X) No 4, décembre 2003[15]
- Jean-Christophe Marcel, Le durkheimisme dans l'entre-deux guerres, Paris, Presses Universitaires de France, 2001.
- Laurent Mucchielli, La découverte du social : Naissance de la sociologie en France (1870-1914), Paris, La Découverte, 1998
- W.P. Vogt. Un durkheimien ambivalent, Célestin Bouglé, 1870-1940, Revue française de sociologie, 1979, XX, 123-139.
- Robert Leroux, Histoire et sociologie en France—De l'histoire-science à la sociologie durkheimienne, Paris, Presses Universitaires de France, 1998.
- "Sociologues en politique. Autour de Célestin Bouglé", Les Études Sociales, 2017/1, no 165

## Honneurs et distinctions
- Officier de la Légion d'honneur, 1926[16]
- Commandeur de la Légion d'honneur, 1939[16]

## Sources bibliographiques
- Il est possible de trouver des éléments intéressants sur Célestin Bouglé in Jean-Fabien Spitz, Le moment républicain en France, Paris, Gallimard, 2005.
- Société des Nations, 1932, L'État et la vie économique, Institut International de coopération Intellectuelle.
- Jean-François Sirinelli, 1988, Génération intellectuelle, Paris, Fayard.

## Archives
- « Inventaire des archives de Célestin Bouglé » conservées à La contemporaine.